# Earl J. Hamilton
Earl Jefferson Hamilton (1899-1989) fue un historiador estadounidense, uno de los fundadores de la historia económica como disciplina centrada en aspectos cuantitativos, y destacado hispanista.
Fue profesor de la Duke University entre 1927 y 1944; la Northwestern University entre 1944 y 1947, y la University of Chicago entre 1947 y 1967. La State University of New York le nombró Distinguished Professor of Economic History, cargo que ocupó entre 1966 y 1969. Fue editor del Journal of Political Economy durante siete años y presidente de la Economic History Association entre 1951 y 1952.
Su principal investigación sobre datos archivísticos fue la historia de los precios en España durante el Antiguo Régimen, llegando a la conclusión de que el siglo XVI representó una Revolución de los precios causada por la llegada de remesas de metales preciosos desde América, lo que produjo una inflación que perjudicó gravemente la economía productiva de la Monarquía Hispánica, especialmente de la Corona de Castilla. El siglo XVII significó un declive de la llegada de metales preciosos, y consiguientemente una fase depresiva (crisis del siglo XVII), que fue agravada por la política fiscal y las repetidas devaluaciones monetarias. Se ha señalado la coincidencia de las investigaciones de Hamilton y su interpretación con el paradigma keynesiano, que en la misma época se aplicaba a los problemas económicos del período de entreguerras y las políticas de salida de la crisis de 1929.
También investigó la historia del Banco de España. Publicó varias decenas de artículos.

## Obras
- El tesoro americano y la revolución de los precios en España, 1501-1650 (American Treasure and the Price Revolution in Spain, 1501-1650 Harvard Economic Studies, 43. Cambridge, Massachusetts: Harvard University Press, 1934).
- Guerra y precios en España, 1651-1800 (War and Prices in Spain, 1651-1800 Cambridge, Mass. Harvard University Press, 1947)
- Money, prices and wages in Valencia, Aragon and Navarre, 1351-1500 (Cambridge, Mass., 1936).